# Juegos Suramericanos de 2014
Los X Juegos Suramericanos, también llamados Juegos Sudamericanos o Juegos Odesur (en portugués: Jogos Sul-Americanos), se realizaron en la ciudad de Santiago (Chile) entre el 7 y el 18 de marzo de 2014. Aparte de Santiago, la cita deportiva tuvo como subsedes a las ciudades de Valparaíso, Viña del Mar, Curauma, Quillota y Concón, todas en la Región de Valparaíso.

## Antecedentes

### Proceso de candidatura
Las ciudades postuladas para ser sede de los Juegos Suramericanos de 2010 fueron Barquisimeto, Medellín y Santiago. Sin embargo, sólo se tomó en cuenta las candidaturas de estas dos últimas, pues la de Barquisimeto no cumplía con la reglamentación.
Una vez conocidas las ciudades que se disputarían la sede de los juegos de 2010, se estableció que la elección se efectuaría el día 7 de noviembre, en Buenos Aires, durante el Congreso de la Odesur que antecedió a la realización de los Juegos Suramericanos 2006, entre el 9 y 19 de noviembre, en dicha ciudad.
Además, en esta reunión el organismo nombró una Comisión de evaluación de las candidaturas de las ciudades, la cual quedó conformada por los presidentes de los comités olímpicos de Paraguay, Ramón Zubizarreta, y de Ecuador, Danilo Carrera, además del director técnico de la Odesur, José Roberto Perillier.

### Elección de la ciudad sede

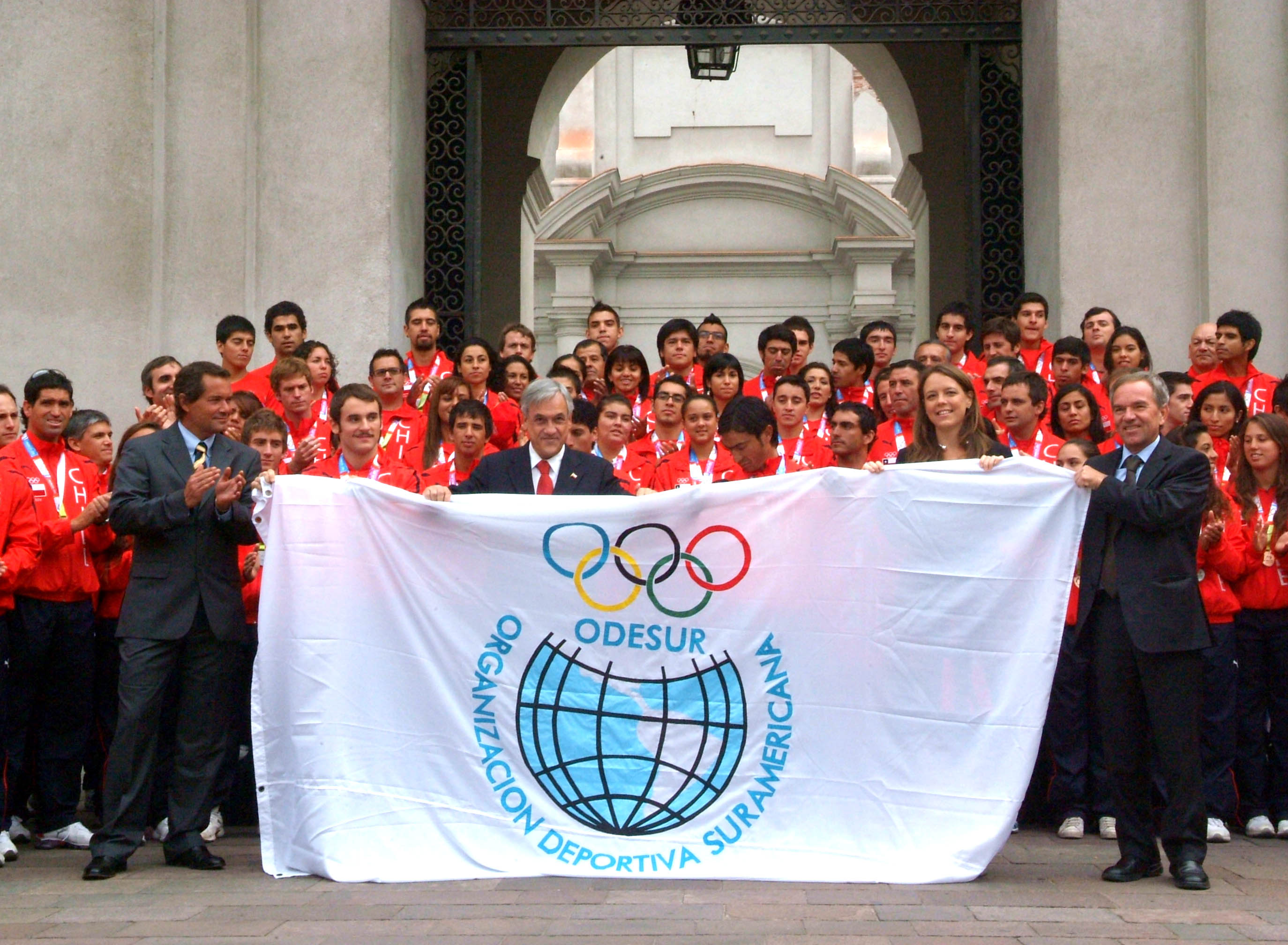
Atletas chilenos que participaron en los Juegos Suramericanos de 2010 de Medellín Colombia, presentando junto al Presidente la organización de los siguientes Juegos.

Previo a la elección, se definió que la ciudad ganadora organizaría los Juegos Suramericanos de 2010, mientras que la perdedora albergaría el evento en 2014. En la elección, llevada a cabo en Buenos Aires (Argentina) el martes 7 de noviembre de 2006 y realizada por la Asamblea General de la ODESUR, Santiago obtuvo 6 votos contra 8 de Medellín, por lo que resultó elegida para recibir los juegos de 2014.
Una Asamblea General de la ODESUR, efectuada en Montevideo (Uruguay) en mayo de 2009, ratificó definitivamente a Santiago como sede del evento deportivo de 2014.

### Terremoto de 2010
El 27 de febrero de 2010, un fuerte terremoto ocurrió en la zona centrosur de Chile, destruyendo miles de hogares y edificios. Santiago tuvo daños importantes en su infraestructura, pero no de gravedad a diferencia de varias ciudades más al sur del país. La necesidad de priorizar las obras de reconstrucción en las ciudades destruidas generaron preocupación respecto a la factibilidad de organizar los Juegos Suramericanos.
En Asamblea General de la Organización Deportiva Suramericana realizada el 19 de marzo de 2010, se discutieron las dudas generadas sobre las posibilidades de Santiago de organizar los Juegos Suramericanos. En dicha reunión se decidió dar plazo hasta el 30 de septiembre al Comité Organizador de Santiago 2014 para reconsiderar junto al Gobierno de Chile si tiene las condiciones y posibilidades de organizar el evento en 2014. Al respecto el presidente de la Organización Deportiva Suramericana, Carlos Arthur Nuzman, expresó:

Me he puesto a disposición de las autoridades deportivas de ese país, para hacer una visita y ayudarles para que superen los problemas y puedan hacer el evento. Todo depende de ellos, espero que el gobierno de ese país me haga la invitación... Les hemos dado plazo de seis meses para que presenten sus presupuestos y definan antes de 30 de septiembre próximo cómo se organizarán los Juegos. Todo por lo sucedido con el terremoto de días pasados, que lamentamos.

Pese a ello, el 30 de marzo de 2010 se realizó en la ciudad colombiana de Medellín el relevo de los Juegos Suramericanos al comité diplomático chileno que acudió a dicha ciudad para el evento.
El 15 de agosto de 2010, finalmente, el gobierno chileno confirmó que el evento sería organizado en Santiago. El presidente Sebastián Piñera aseguró que «[l]os Juegos Odesur se realizarán en Chile el 2014 y esperamos que sean los mejores de la historia, por la organización, por la infraestructura y por los logros deportivos de nuestros deportistas».

## Participantes

### Países participantes
En los Juegos participaron los catorce países que componen la ODESUR. Antillas Neerlandesas, presente en los Juegos Suramericanos de 2010, no participó en esta versión debido a la disolución de su territorio.

### Deportes
Los X Juegos Suramericanos contaron con 43 deportes. Con respecto a los Juegos Suramericanos de 2010, destaca la exclusión del béisbol, el sóftbol, el bádminton y el squash, y la presencia del golf, el rugby 7, el pentatlón moderno y el hockey, en sus modalidades patín y sobre césped. El cierre de las inscripciones gatilló la exclusión de varias especialidades, entre las que destacan los clavados sincronizados en duetos, el waterpolo damas y el hockey patín.
| - Atletismo (detalles) - Baloncesto (detalles) - Balonmano (detalles) - Bolos (detalles) - Boxeo (detalles) - Canotaje (detalles) - Ciclismo: (detalles) - Ciclismo BMX - Ciclismo de pista - Ciclismo de ruta - Ciclismo de montaña - Equitación (detalles) - Esgrima (detalles) - Esquí acuático (detalles) - Fútbol: - Fútbol sala (detalles) - Fútbol campo (detalles) | - Gimnasia: (detalles) - Gimnasia artística - Gimnasia rítmica - Golf (detalles) - Hockey - Hockey sobre césped (detalles) - Judo (detalles) - Karate (detalles) - Halterofilia (detalles) - Lucha (detalles) - Deportes acuáticos: - Clavados-saltos (detalles) - Nado sincronizado (detalles) - Natación (detalles) - Natación en aguas abiertas (detalles) | - Patinaje: (detalles) - Patinaje de velocidad - Patinaje artístico - Pentatlón moderno (detalles) - Remo (detalles) - Rugby 7 (detalles) - Taekwondo (detalles) - Tenis (detalles) - Tenis de mesa (detalles) - Tiro con arco (detalles) - Tiro olímpico (detalles) - Triatlón (detalles) - Vela (detalles) - Voleibol: - Voleibol (detalles) - Voleibol de playa (detalles) |

## Símbolos

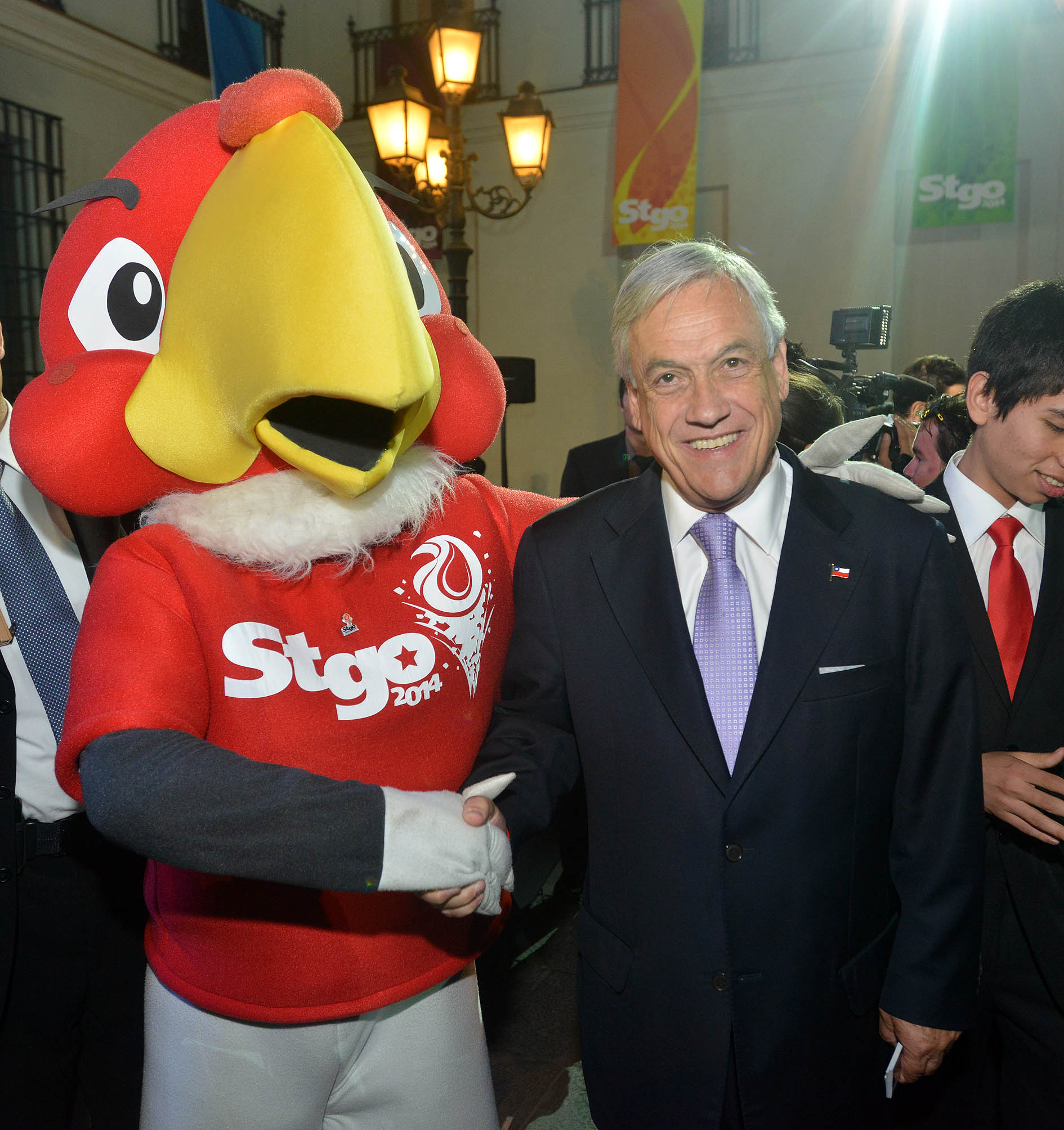
Chago, mascota de los Juegos, junto al entonces presidente Sebastián Piñera, en 2013.

### Mascota
La mascota de los juegos fue Chago, un cóndor, que es uno de los dos animales presentes en el escudo de Chile. Chago simbolizó los valores del «esfuerzo, dedicación y trabajo en equipo».

### Fuego suramericano
El 26 de febrero de 2014 se celebró la ceremonia de encendido del fuego suramericano en Puerta del Sol en el alto de Tiahuanaco, Bolivia. La llama fue encendida por el presidente del Comité Olímpico Boliviano (COB), Álvaro Guzmán, quien la entregó al ministro de Deportes de Bolivia, Tito Montaño, quien, a su vez, la cedió a Gabriel Ruiz-Tagle, ministro del Deporte de Chile.
La llama posteriormente viajó hasta Santiago, donde se encendió el pebetero suramericano durante la ceremonia de apertura de los Juegos, celebrada el 7 de marzo de 2014.
Recorrido Tianahuaco, Quillota - Viña del Mar - Curauma - Concón - Santiago

## Organización

### Comité organizador
La directora ejecutiva del Comité Organizador de los Juegos Suramericanos de 2014 fue Marcela González, quien además formó parte del directorio de la Corporación X Juegos Suramericanos Santiago 2014, que contó además con la presencia del presidente del Comité Olímpico de Chile, Neven Ilic, y el ministro del Deporte chileno Gabriel Ruiz-Tagle.
También se organizarán los primeros Juegos Parasuramericanos de la historia, que se desarrollarán entre el 27 de marzo y 2 de abril. Ello fue anunciado por el Gobierno de Chile junto con el Comité Olímpico de Chile.

### Obras y proyectos
Para la organización de los X Juegos Suramericanos, la ciudad de Santiago desarrolló varios proyectos de infraestructura deportiva, cuya inversión superó los 35 millones de dólares. Entre ellos, estuvo la remodelación de la piscina del Estadio Nacional, hoy conocido como Centro Acuático, y la construcción del polideportivo del Estadio Nacional y del Velódromo del Parque Peñalolén, este último el de mayor costo, con un total de US$ 19 millones.[cita requerida]
Asimismo, para abaratar costos, la organización definió una estrategia comercial basada en los denominados naming rights o derechos de nombre, según los cuales las empresas privadas pueden poner sus marcas en los recintos deportivos a cambio de una significativa inversión monetaria.

### Escenarios

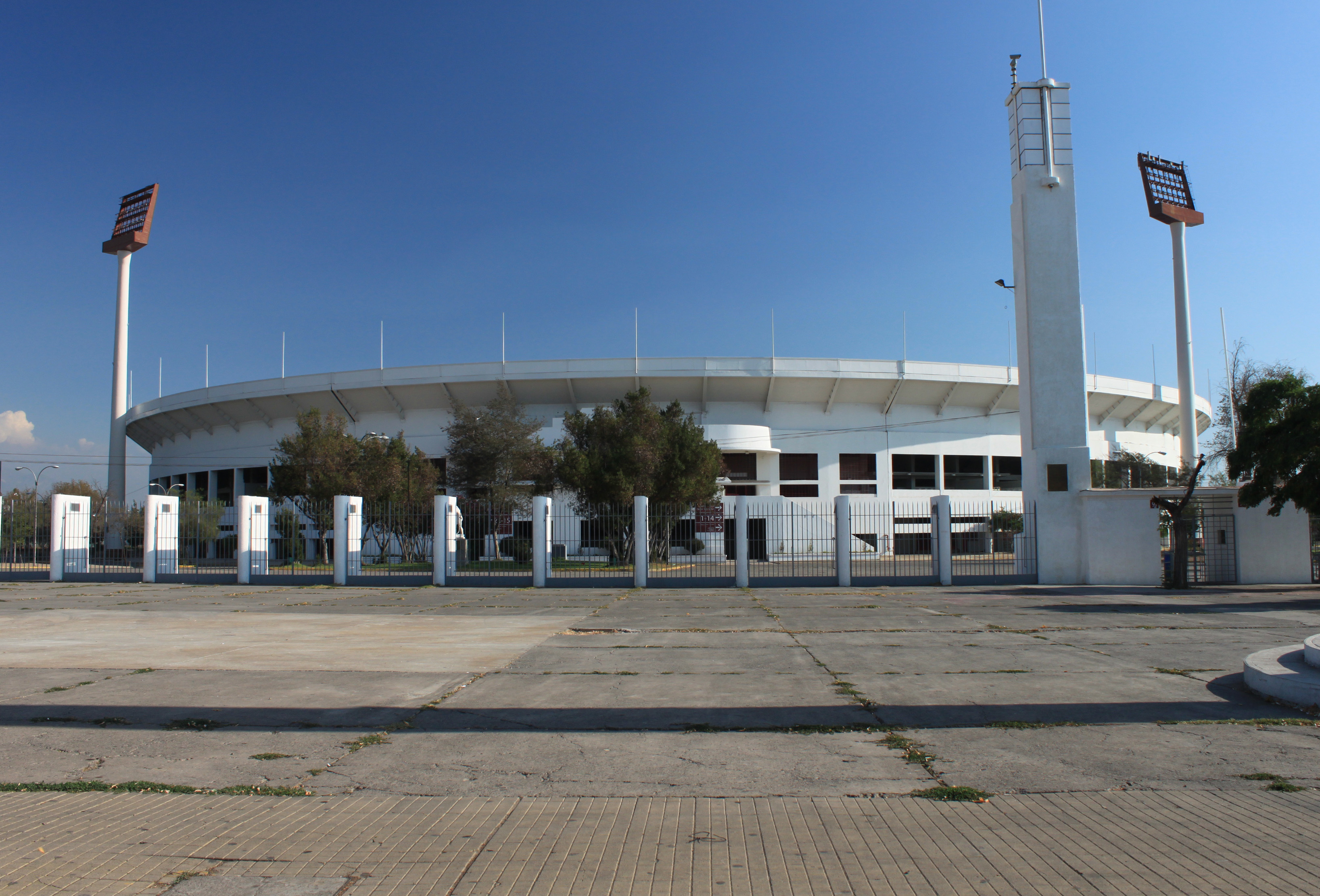
Estadio Nacional Julio Martínez Prádanos.

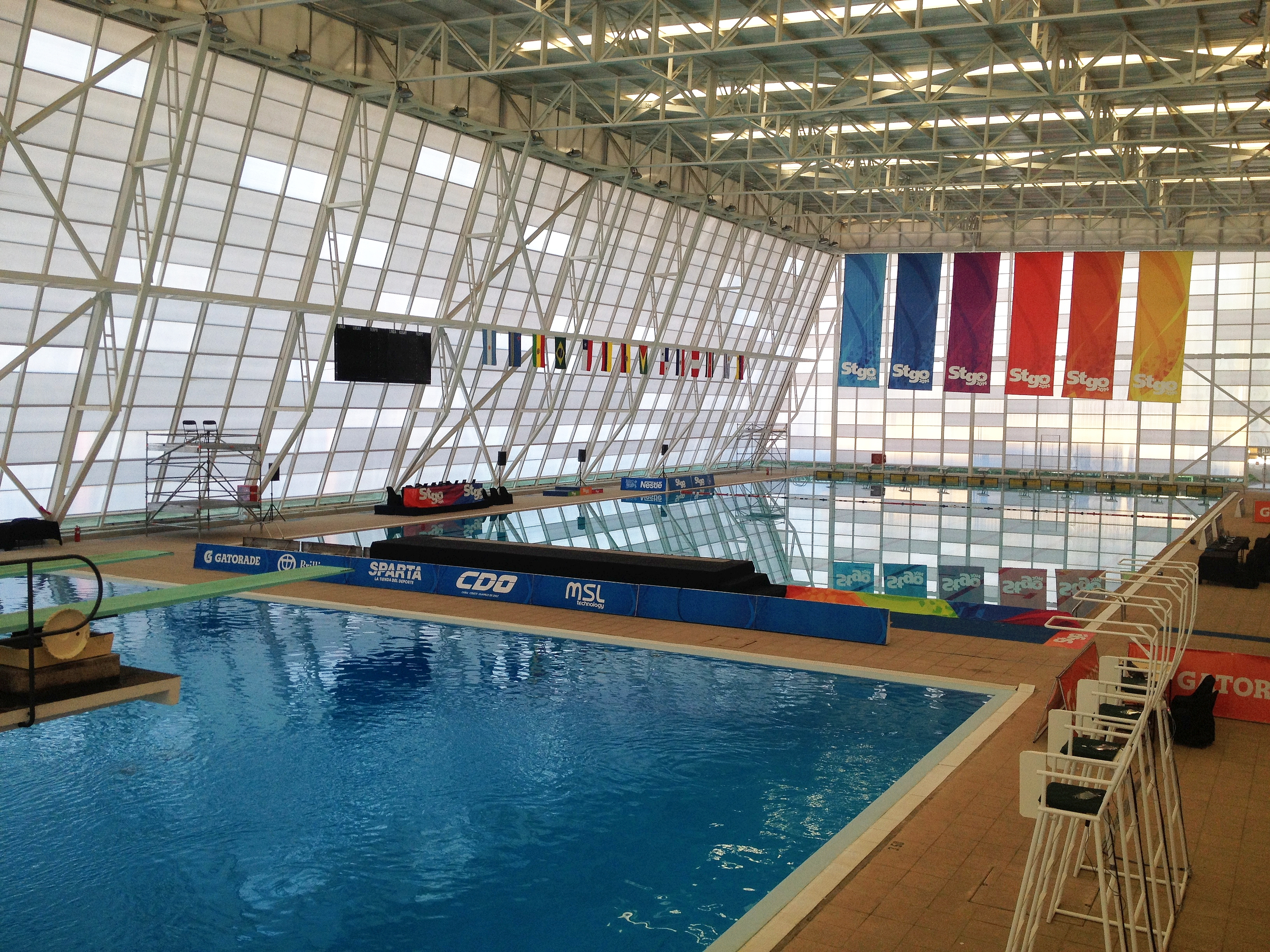
Centro Acuático Estadio Nacional.

Polideportivo Sausalito en Viña del Mar.

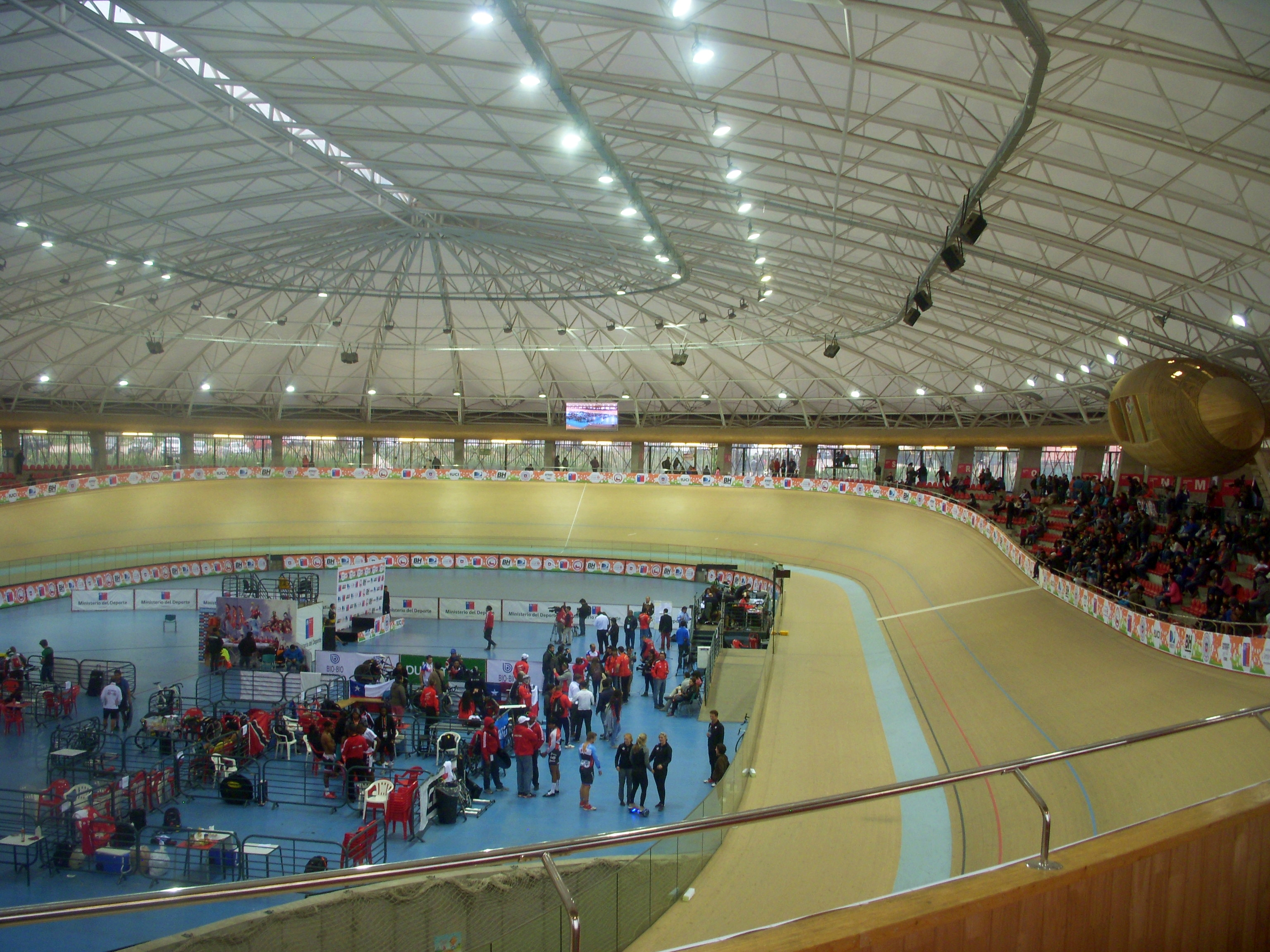
Velódromo Peñalolén, Ciclismo en pista.

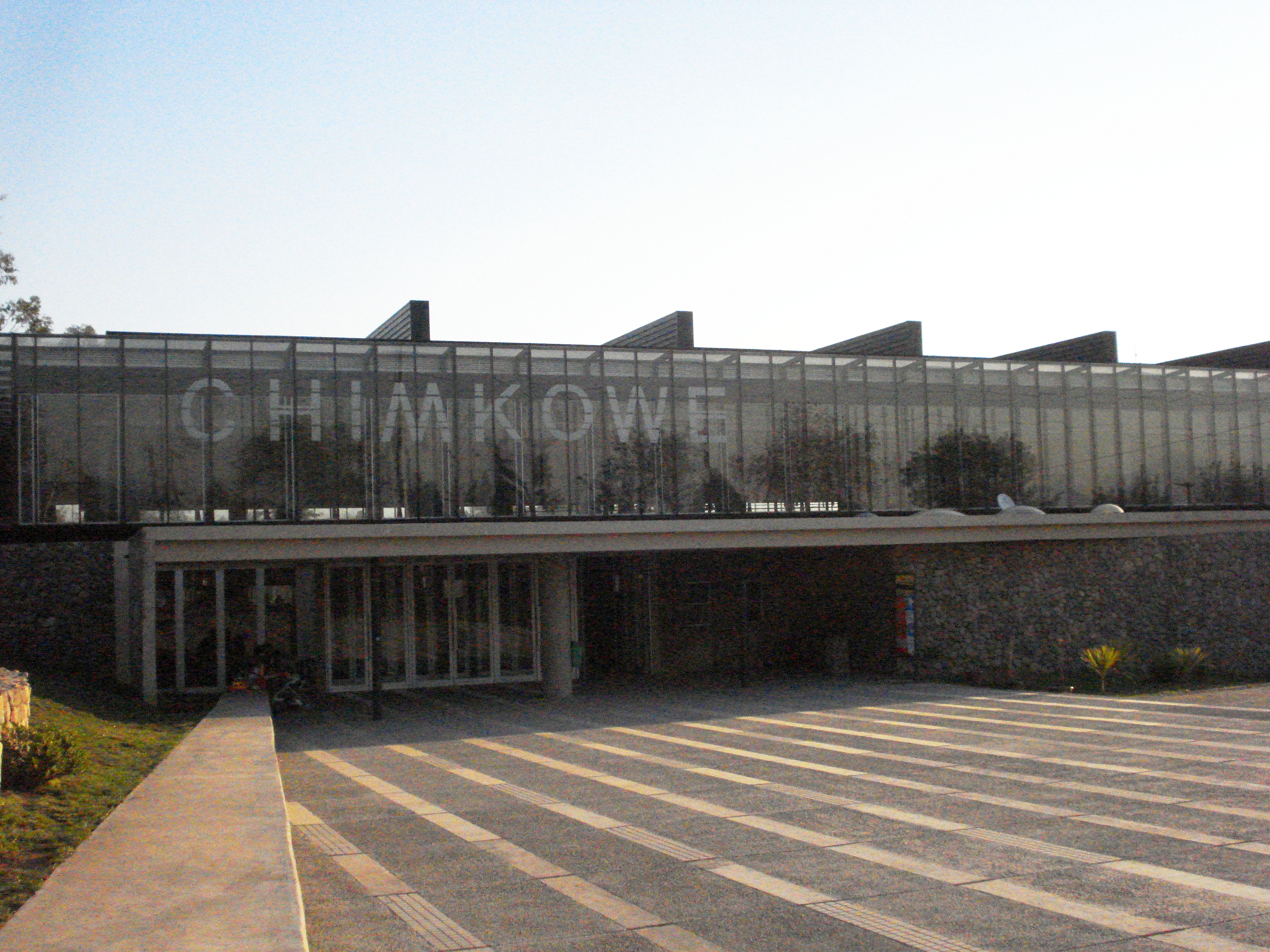
Centro Chimkowe, sede del Futsal.

La actividad se centró en dos polos: el Estadio Nacional, en Ñuñoa, y el Parque Peñalolén. En este último se disputó el ciclismo de pista y ciclismo BMX, además del voleibol de playa y el tiro con arco. En el coliseo de Ñuñoa en tanto, se escenificaron las competencias de atletismo, tenis gimnasia artística y rítmica, deportes acuáticos y patín carrera.
Además, hubo actividad en el Estadio Chimkowe, los Centros de Entrenamiento Olímpico I y II, la Escuela Militar, el Estadio Bicentenario de La Florida, el Parque Mahuida y el Club Manquehue, entre otros recintos santiaguinos, así como en varios otros recintos de la Región de Valparaíso, como el Club de Yates Higuerillas y el Gimnasio Polideportivo en Sausalito.
| Deporte           | Disciplina              | Sede                                              | Ciudad subsede |
| ----------------- | ----------------------- | ------------------------------------------------- | -------------- |
| Atletismo         | Atletismo               | Estadio Nacional Julio Martínez Prádanos          | Santiago       |
| Baloncesto        | Baloncesto              | Centro de Entrenamiento Olímpico II               | Santiago       |
| Balonmano         | Balonmano               | Gimnasio Polideportivo de Viña del Mar            | Viña del Mar   |
| Bolos             | Bolos                   | Mall Plaza Vespucio                               | Santiago       |
| Boxeo             | Boxeo                   | Polideportivo de Carabineros de Chile             | Santiago       |
| Canotaje          | Canotaje                | Laguna La Luz                                     | Curauma        |
| Ciclismo          | Ciclismo de pista       | Velódromo Peñalolén                               | Santiago       |
| Ciclismo          | Ciclismo de ruta        | Calles de Santiago                                | Santiago       |
| Ciclismo          | MTB                     | Cerro San Cristóbal                               | Santiago       |
| Ciclismo          | BMX                     | Parque Peñalolén                                  | Santiago       |
| Equitación        | Equitación              | Regimiento Granaderos de Quillota                 | Quillota       |
| Esgrima           | Esgrima                 | Centro de Alto Rendimiento                        | Santiago       |
| Esquí acuático    | Esquí acuático          | Laguna Los Morros                                 | Santiago       |
| Fútbol            | Fútbol                  | Estadio Bicentenario Municipal de La Florida      | Santiago       |
| Futsal            | Futsal                  | Centro Deportivo Chimkowe                         | Santiago       |
| Gimnasia          | Gimnasia artística      | Gimnasio Polideportivo Estadio Nacional           | Santiago       |
| Gimnasia          | Gimnasia rítmica        | Gimnasio Polideportivo Estadio Nacional           | Santiago       |
| Golf              | Golf                    | Club de Polo y Equitación San Cristóbal           | Santiago       |
| Halterofilia      | Halterofilia            | Teatro La Cúpula del Parque O'Higgins             | Santiago       |
| Hockey            | Hockey césped           | Club Manquehue                                    | Santiago       |
| Judo              | Judo                    | CEO I                                             | Santiago       |
| Karate            | Karate                  | CEO I                                             | Santiago       |
| Lucha             | Lucha                   | Polideportivo de Carabineros de Chile             | Santiago       |
| Natación          | Natación                | Centro Acuático Estadio Nacional                  | Santiago       |
| Natación          | Nado sincronizado       | Centro Acuático Estadio Nacional                  | Santiago       |
| Natación          | Saltos                  | Centro Acuático Estadio Nacional                  | Santiago       |
| Natación          | Natación aguas abiertas | Laguna La Luz                                     | Curauma        |
| Natación          | Polo acuático           | Centro Acuático Estadio Nacional                  | Santiago       |
| Patinaje          | Patinaje de Velocidad   | Patinódromo Estadio Nacional                      | Santiago       |
| Patinaje          | Patinaje Artístico      | Patinódromo Estadio Nacional                      | Santiago       |
| Pentatlón moderno | Pentatlón moderno       | Escuela Militar del Libertador Bernardo O'Higgins | Santiago       |
| Remo              | Remo                    | Laguna La Luz                                     | Curauma        |
| Rugby 7           | Rugby 7                 | Centro de Alto Rendimiento Parque Mahuida         | Santiago       |
| Taekwondo         | Taekwondo               | CEO I                                             | Santiago       |
| Tenis             | Tenis                   | Court Central del Estadio Nacional                | Santiago       |
| Tenis de mesa     | Tenis de mesa           | Polideportivo Sergio Livingstone Pohlhammer       | Santiago       |
| Tiro con arco     | Tiro con arco           | Centro de Tiro con Arco Parque Peñalolén          | Santiago       |
| Tiro al blanco    | Tiro al blanco          | Polígono de Tiro Ruta 68                          | Santiago       |
| Tiro al vuelo     | Tiro al vuelo           | Centro de Tiro FACH Base Aérea El Bosque          | Santiago       |
| Triatlón          | Triatlón                | Borde costero de Viña del Mar                     | Viña del Mar   |
| Vela              | Vela                    | Club de Yates Higuerillas                         | Concón         |
| Voleibol          | Voleibol                | Gimnasio Polideportivo de Ñuñoa                   | Santiago       |
| Voleibol          | Voleibol de playa       | Parque Peñalolén                                  | Santiago       |

### Voluntariado
El grupo de voluntarios de los Juegos Suramericanos de 2014 estuvo formado por aproximadamente 3000 personas,[cita requerida] las cuales tuvieron la labor de ser anfitriones de los Juegos durante los doce días de las competiciones deportivas. Los voluntarios fueron convocados en distintas instituciones educacionales de Santiago.

## Desarrollo

### Calendario
El cronograma de competencias publicado por la organización de los juegos es el siguiente:

| A | Apertura |  | Clasificatorias | # | Eventos finales | C | Clausura |

### Medallero

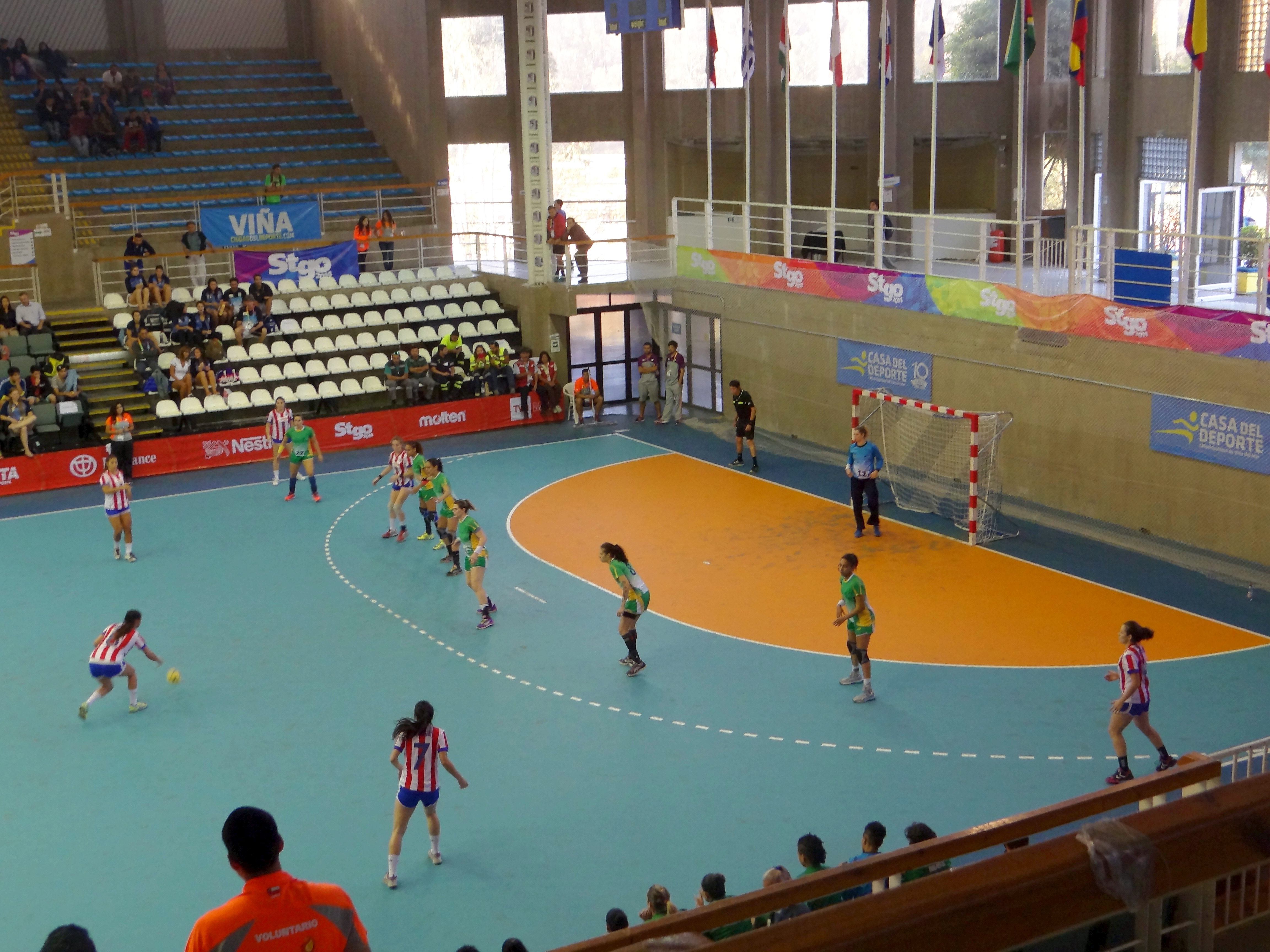
Partido de Brasil contra Paraguay en balónmano femenino. Brasil obtuvo la medalla de oro en dicha especialidad.

A continuación, se muestra el medallero final de los juegos (país anfitrión resaltado y en negrilla).
| Núm.  | País      | Oro | Plata | Bronce | Total | Orden por Total |
| ----- | --------- | --- | ----- | ------ | ----- | --------------- |
| 1     | Brasil    | 110 | 69    | 79     | 258   | 1               |
| 2     | Colombia  | 53  | 49    | 64     | 166   | 2               |
| 3     | Venezuela | 47  | 40    | 63     | 150   | 4               |
| 4     | Argentina | 46  | 57    | 56     | 159   | 3               |
| 5     | Chile     | 27  | 52    | 50     | 129   | 5               |
| 6     | Ecuador   | 14  | 22    | 37     | 73    | 6               |
| 7     | Perú      | 9   | 13    | 18     | 40    | 7               |
| 8     | Panamá    | 4   | 3     | 8      | 15    | 8               |
| 9     | Paraguay  | 3   | 5     | 2      | 10    | 10              |
| 10    | Uruguay   | 3   | 4     | 5      | 12    | 9               |
| 11    | Surinam   | 1   | 0     | 4      | 5     | 11              |
| 12    | Bolivia   | 0   | 0     | 4      | 4     | 12              |
| 13    | Aruba     | 0   | 0     | 1      | 1     | 13              |
| 14    | Guyana    | 0   | 0     | 0      | 0     | 14              |
| TOTAL | TOTAL     | 317 | 314   | 391    | 1022  |                 |

## Controversias
- El martes 11 de marzo la gimnasta chilena Melany Cabrera, habría ganado la medalla de plata en la viga de equilibrio tras su compatriota Simona Castro que ganó la medalla de oro, pero la entrenadora del equipo chileno Isabel Lazo —madre de Castro— instó a la gimnasta peruana Mariana Chiarela a apelar ante los jueces de la disciplina con la ayuda de puño y letra de Lazo, para así arrebatarle la medalla de plata a Cabrera y perjudicarla a ella; a consecuencia de esto Chiarela se quedó con la medalla de plata y Cabrera con la medalla de bronce.[19]
- El miércoles 12 de marzo, la ciclista chilena Irene Aravena sufrió un grave accidente cuando disputaba la medalla de bronce en la prueba de persecución ante las ciclistas brasileñas, chocando violentamente con un partidor, tras no haberse percatado de la partida falsa, quedando tendida en la pista del velódromo y gravemente herida, sufriendo fractura expuesta de rodilla y rótula, además de que su bicicleta quedó totalmente destruida tras el violento choque. Aravena fue atendida por el equipo de emergencia y fue trasladada a una clínica de Santiago, despidiéndose así de los Juegos Odesur 2014.[20][21]
- En la previa, también hubo múltiples críticas al Comité Organizador chileno por parte de las delegaciones de otros países, en particular de Argentina y Brasil.[22]